# Pycnogonum platylophum
Pycnogonum platylophum är en havsspindelart som beskrevs av Loman, J.C.C. 1923. Pycnogonum platylophum ingår i släktet Pycnogonum och familjen Pycnogonidae. Inga underarter finns listade i Catalogue of Life.